# Barbados külkapcsolatai

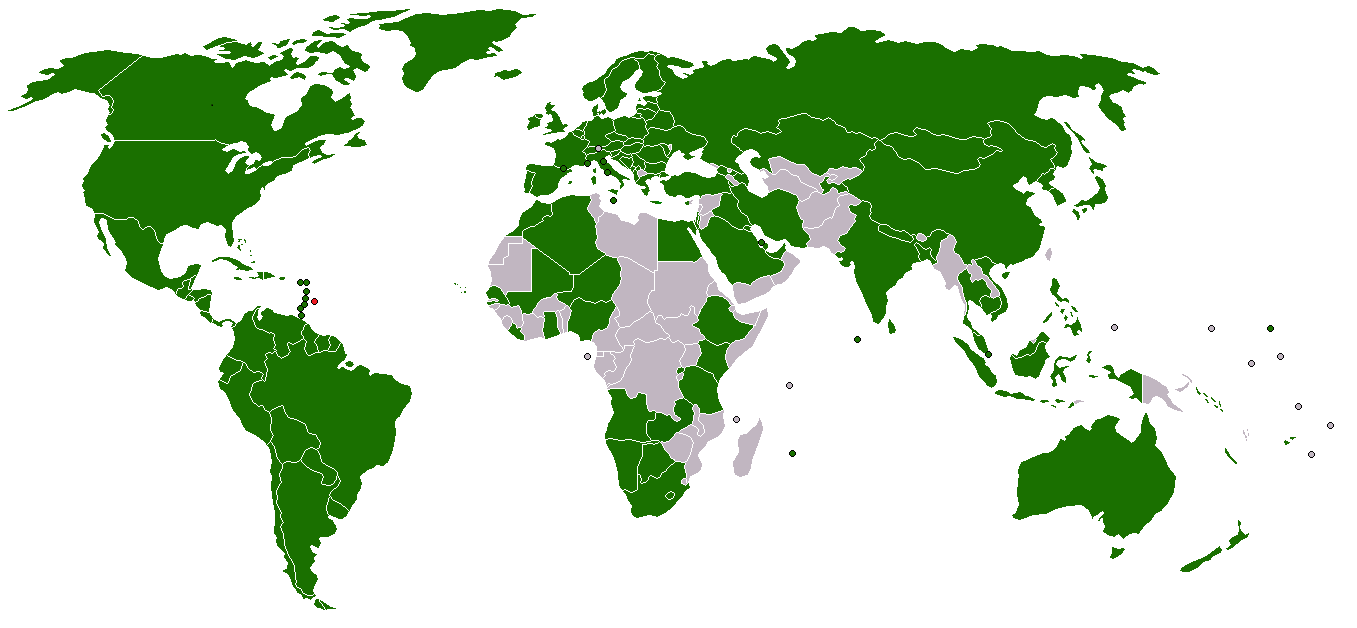
Barbados-szal (piros) diplomáciai kapcsolatban álló államok.
elismerés és diplomáciai kapcsolat

Ez a szócikk azoknak az államoknak vagy szervezeteknek a felsorolása, amelyek elismerték Barbados függetlenségét és diplomáciai kapcsolatban állnak vele.
Amikor 1625-ben brit tengerészek partra szálltak a mai Holetown helyén a karibi parton, a szigetet lakatlannak találták. A brit telepesek 1627–28-as érkezése és a függetlenség 1966-os elnyerése között a sziget szakadatlanul brit uralom alatt állt. Nevezetes, hogy Barbados korán kapott jelentős helyi autonómiát. A képviselőház 1639 óta ülésezik.
Az 1620-as évektől kezdve egyre több fekete rabszolgát hoztak a szigetre.
1958-tól 1962-ig Barbados tagja volt a Nyugat-Indiai Szövetségnek, amely szervezetet lerombolták tagjai érdekkülönbségei és széthúzó nemzeti öntudata. Ez a szövetség egyébként a térség brit gyarmatait tömörítette és korlátozott törvényhozó hatalommal rendelkezett. 
Amikor a Nyugat-Indiai Szövetség feloszlott, Barbados visszatért korábbi státusához, önkormányzó gyarmat lett. A sziget képviselői tárgyalásokat folytattak függetlenségükről az Egyesült Királysággal az 1966-os alkotmányozó konferencián. Éveken át tartó békés demokratikus átmenet után Barbados független állam lett a Nemzetközösségen belül 1966. november 30-án. Ekkor Barrow lett az első miniszterelnök. Az államforma 2021. november 30-ig alkotmányos monarchia volt, az uralkodó pedig II. Erzsébet, mint Barbados királynője. 2021. november 30-án Barbados köztársasággá alakult, az új államforma bevezetéséről a parlament döntött, népszavazásra a korábbi tervekkel ellentétben nem került sor, mert a szinte egyöntetűen republikánus politikai elit attól tartott, hogy II. Erzsébet személyes népszerűsége miatt a többség a monarchia fennmaradását támogatná. Egy 2015-ös barbadosi közvélemény kutatás alapján a megkérdezettek 64 %-a a monarchia fennmaradását, 24 %-a pedig a köztársaság bevezetését támogatta.
2024. június közepéig 130 ENSZ tagállam és három további állam (a Vatikán és Koszovó) lépett diplomáciai kapcsolatba a szigetországgal.

## Barbados-szasal diplomáciai kapcsolatban levő államok

### ENSZ tagállam országok (130)
Barbados a következő 130 ENSZ tagállam országgal áll diplomáciai kapcsolatban, 
|      | Állam                                 | Diplomáciai kapcsolat felvételének dátuma | Megjegyzések                                                                                |
| ---- | ------------------------------------- | ----------------------------------------- | ------------------------------------------------------------------------------------------- |
| 1.   | Egyesült Királyság                    | 1966. november 30.                        | Az ENSZ Biztonsági Tanácsának állandó tagja. A Nemzetközösség tagja. A NATO tagja.          |
| 2.   | Amerikai Egyesült Államok             | 1966. november 30.                        | Az ENSZ Biztonsági Tanácsának állandó tagja. A NATO tagja. A Csendes-óceáni Közösség tagja. |
| 3.   | Guyana                                | 1966. november 30.                        | Az OIC tagja. A Nemzetközösség tagja. A Karib-tengeri Közösség tagja.                       |
| 4.   | India                                 | 1966. november 30.                        | A Nemzetközösség tagja. Az Arab Liga megfigyelő státuszú tagja.                             |
| 5.   | Jamaica                               | 1966. november 30.                        | A Nemzetközösség tagja. A Karib-tengeri Közösség tagja.                                     |
| 6.   | Kanada                                | 1966. november 30.                        | A Nemzetközösség tagja. A NATO tagja.                                                       |
| 7.   | Trinidad és Tobago                    | 1966. november 30.                        | A Nemzetközösség tagja. A Karib-tengeri Közösség tagja.                                     |
| 8.   | Németország                           | 1967. március 14.                         | A NATO tagja. Az Európai Unió tagja.                                                        |
| 9.   | Izrael                                | 1967. augusztus 29.                       |                                                                                             |
| 10.  | Japán                                 | 1967. augusztus 29.                       |                                                                                             |
| 11.  | Chile                                 | 1967. október 3.                          |                                                                                             |
| 12.  | Ausztria                              | 1967. november 27.                        | Az Európai Unió tagja.                                                                      |
| 13.  | Uruguay                               | 1967. december 6.                         |                                                                                             |
| 14.  | Peru                                  | 1968. február 29.                         |                                                                                             |
| 15.  | Franciaország                         | 1968. május 3.                            | Az ENSZ Biztonsági Tanácsának állandó tagja. A NATO tagja. Az Európai Unió tagja.           |
| 16.  | Argentína                             | 1968. augusztus 16.                       |                                                                                             |
| 17.  | Venezuela                             | 1969. november 21.                        |                                                                                             |
| 18.  | Hollandia                             | 1969. december 12.                        | A NATO tagja. Az Európai Unió tagja.                                                        |
| 19.  | Nigéria                               | 1970. április 24.                         | Az Afrikai Unió tagja. A Nemzetközösség tagja. Az OIC tagja.                                |
| 20.  | Belgium                               | 1970. október 30.                         | A NATO tagja. Az Európai Unió tagja.                                                        |
| 21.  | Zambia                                | 1971. március 1.                          | Az Afrikai Unió tagja. A Nemzetközösség tagja.                                              |
| 22.  | Tanzánia                              | 1971. március 8.                          | Az Afrikai Unió tagja. A Nemzetközösség tagja.                                              |
| 23.  | Brazília                              | 1971. november 26.                        | Az OIC megfigyelő státuszú tagja.                                                           |
| 24.  | Kolumbia                              | 1972. január 28.                          |                                                                                             |
| 25.  | Ciprus                                | 1972. február 27.                         | Az Európai Unió tagja. A Nemzetközösség tagja.                                              |
| 26.  | Costa Rica                            | 1972. március 6.                          |                                                                                             |
| 27.  | Haiti                                 | 1972. augusztus 5.                        |                                                                                             |
| 28.  | Dominikai Köztársaság                 | 1972. augusztus 8.                        |                                                                                             |
| 29.  | Mexikó                                | 1972. szeptember 11.                      |                                                                                             |
| 30.  | Törökország                           | 1972. szeptember 20.                      | A NATO tagja. Az Európai Unió tagjelöltje. Az OIC tagja.                                    |
| 31.  | Kuba                                  | 1972. december 12.                        |                                                                                             |
| 32.  | Bahama-szigetek                       | 1973. július 10.                          | A Nemzetközösség tagja. A Karib-tengeri Közösség tagja.                                     |
| 33.  | Ausztrália                            | 1974. január 7.                           | A Nemzetközösség tagja. A Csendes-óceáni Fórum tagja. A Csendes-óceáni Közösség tagja.      |
| 34.  | Banglades                             | 1974. február 20.                         | Az OIC tagja. A Nemzetközösség tagja.                                                       |
| 35.  | Grenada                               | 1974. március 3.                          | A Nemzetközösség tagja. A Karib-tengeri Közösség tagja.                                     |
| 36.  | Új-Zéland                             | 1974. augusztus 28.                       | A Nemzetközösség tagja. A Csendes-óceáni Fórum tagja. A Csendes-óceáni Közösség tagja.      |
| 37.  | Mauritius                             | 1974. december 14.                        | Az Afrikai Unió tagja. A Nemzetközösség tagja.                                              |
| 38.  | Panama                                | 1975. augusztus 28.                       |                                                                                             |
| 39.  | Nicaragua                             | 1975. november 8.                         |                                                                                             |
| 40.  | Szenegál                              | 1976. március 18.                         | Az Afrikai Unió tagja. Az OIC tagja.                                                        |
| 41.  | Svédország                            | 1976. március 19.                         | Az Európai Unió tagja.                                                                      |
| 42.  | Norvégia                              | 1976. március 23.                         | A NATO tagja.                                                                               |
| 43.  | Luxemburg                             | 1977. május 5.                            | A NATO tagja. Az Európai Unió tagja.                                                        |
| 44.  | Kína                                  | 1977. május 30.                           | Az ENSZ Biztonsági Tanácsának állandó tagja.                                                |
| 45.  | Olaszország                           | 1977. augusztus 23.                       | A NATO tagja. Az Európai Unió tagja.                                                        |
| 46.  | Románia                               | 1977. szeptember 11.                      | A NATO tagja. Az Európai Unió tagja.                                                        |
| 47.  | Csehország                            | 1977. szeptember 29.                      | A NATO tagja. Az Európai Unió tagja.                                                        |
| 48.  | Dél-Korea                             | 1977. november 15.                        |                                                                                             |
| 49.  | Szerbia                               | 1977. november 16.                        | Az Európai Unió tagjelöltje.                                                                |
| 50.  | Finnország                            | 1977. december 1.                         | Az Európai Unió tagja.                                                                      |
| 51.  | Észak-Korea                           | 1977. december 5.                         |                                                                                             |
| 52.  | Irán                                  | 1978. március 1.                          | Az OIC tagja.                                                                               |
| 53.  | Magyarország                          | 1978. március 8.                          | A NATO tagja. Az Európai Unió tagja.                                                        |
| 54.  | Suriname                              | 1978. március 8.                          | Az OIC tagja. A Karib-tengeri Közösség tagja.                                               |
| 55.  | Ecuador                               | 1978. június 23.                          |                                                                                             |
| 56.  | Dominikai Közösség                    | 1978. november 3.                         | A Nemzetközösség tagja. A Karib-tengeri Közösség tagja.                                     |
| 57.  | Saint Lucia                           | 1979. február 22.                         | A Nemzetközösség tagja. A Karib-tengeri Közösség tagja.                                     |
| 58.  | Izland                                | 1979. április 9.                          | Az Európai Unió tagjelöltje.                                                                |
| 59.  | Algéria                               | 1979. április 18.                         | Az Afrikai Unió tagja. Az OIC tagja. Az Arab Liga tagja.                                    |
| 60.  | Niger                                 | 1979. június 25.                          | Az Afrikai Unió tagja. Az OIC tagja.                                                        |
| 61.  | Dánia                                 | 1979. augusztus 20.                       | A NATO tagja. Az Európai Unió tagja.                                                        |
| 62.  | Saint Vincent és a Grenadine-szigetek | 1979. október 27.                         | A Nemzetközösség tagja. A Karib-tengeri Közösség tagja.                                     |
| 63.  | Lesotho                               | 1979. november 25.                        | Az Afrikai Unió tagja. A Nemzetközösség tagja.                                              |
| 64.  | Svájc                                 | 1980. március 4.                          |                                                                                             |
| 65.  | Spanyolország                         | 1980. szeptember 9.                       | A NATO tagja. Az Európai Unió tagja.                                                        |
| 66.  | Belize                                | 1981. szeptember 21.                      | A Nemzetközösség tagja. A Karib-tengeri Közösség tagja.                                     |
| 67.  | Antigua és Barbuda                    | 1981. november 1.                         | A Nemzetközösség tagja. A Karib-tengeri Közösség tagja.                                     |
| 68.  | Irak                                  | 1981. december 17.                        | Az OIC tagja. Az Arab Liga tagja.                                                           |
| 69.  | Albánia                               | 1983. május 19.                           | Az Európai Unió tagjelöltje. Az OIC tagja.                                                  |
| 70.  | Saint Kitts és Nevis                  | 1983. szeptember 19.                      | A Nemzetközösség tagja. A Karib-tengeri Közösség tagja.                                     |
| 71.  | Bolívia                               | 1984. február 2.                          |                                                                                             |
| 72.  | Görögország                           | 1987. március 23.                         | A NATO tagja. Az Európai Unió tagja.                                                        |
| 73.  | Thaiföld                              | 1988. november 22.                        |                                                                                             |
| 74.  | Portugália                            | 1989. február 23.                         | A NATO tagja. Az Európai Unió tagja.                                                        |
| 75.  | Maldív-szigetek                       | 1989. november 30.                        | Az OIC tagja. A Nemzetközösség tagja.                                                       |
| 76.  | Guatemala                             | 1992. január 27.                          |                                                                                             |
| 77.  | Bulgária                              | 1992. március 12.                         | A NATO tagja. Az Európai Unió tagja.                                                        |
| 78.  | Namíbia                               | 1992. április 6.                          | Az Afrikai Unió tagja. A Nemzetközösség tagja.                                              |
| 79.  | Malajzia                              | 1992. április 10.                         | Az OIC tagja. A Nemzetközösség tagja.                                                       |
| 80.  | Honduras                              | 1992. december 7.                         |                                                                                             |
| 81.  | Oroszország                           | 1993. január 29.                          | Az ENSZ Biztonsági Tanácsának állandó tagja. Az OIC megfigyelő státuszú tagja.              |
| 82.  | Marshall-szigetek                     | 1993. március 23.                         | A Csendes-óceáni Fórum tagja. A Csendes-óceáni Közösség tagja.                              |
| 83.  | Ukrajna                               | 1993. április 13.                         | Az Európai Unió tagjelöltje.                                                                |
| 84.  | Paraguay                              | 1993. május 27.                           |                                                                                             |
| 85.  | Dél-afrikai Köztársaság               | 1994. január 4.                           | Az Afrikai Unió tagja. A Nemzetközösség tagja.                                              |
| 86.  | Szlovákia                             | 1994. április 14.                         | A NATO tagja. Az Európai Unió tagja.                                                        |
| 87.  | Salvador                              | 1994. május 18.                           |                                                                                             |
| 88.  | Ghána                                 | 1994. augusztus 27.                       | Az Afrikai Unió tagja. A Nemzetközösség tagja.                                              |
| 89.  | Kuvait                                | 1995. augusztus 22.                       | Az OIC tagja. Az Arab Liga tagja.                                                           |
| 90.  | Vietnám                               | 1995. augusztus 25.                       |                                                                                             |
| 91.  | Egyesült Arab Emírségek               | 1996. január 8.                           | Az OIC tagja. Az Arab Liga tagja.                                                           |
| 92.  | Lengyelország                         | 1996. december 13.                        | A NATO tagja. Az Európai Unió tagja.                                                        |
| 93.  | Szingapúr                             | 1996. december 19.                        | A Nemzetközösség tagja.                                                                     |
| 94.  | Horvátország                          | 1997. július 11.                          | A NATO tagja. Az Európai Unió tagja.                                                        |
| 95.  | Írország                              | 2001. május 3.                            | Az Európai Unió tagja.                                                                      |
| 96.  | Málta                                 | 2005. október 21.                         | Az Európai Unió tagja. A Nemzetközösség tagja.                                              |
| 97.  | Egyiptom                              | 2006. november 3.                         | Az Afrikai Unió tagja. Az OIC tagja. Az Arab Liga tagja. Az Afrikai Unió tagja.             |
| 98.  | Botswana                              | 2006. december 20.                        | Az Afrikai Unió tagja. A Nemzetközösség tagja.                                              |
| 99.  | Katar                                 | 2007. december 4.                         | Az OIC tagja. Az Arab Liga tagja.                                                           |
| 100. | Szaúd-Arábia                          | 2007. december 17.                        | Az OIC tagja. Az Arab Liga tagja.                                                           |
| 101. | Szlovénia                             | 2007. december 18.                        | A NATO tagja. Az Európai Unió tagja.                                                        |
| 102. | Bahrein                               | 2008. március 12.                         | Az OIC tagja. Az Arab Liga tagja.                                                           |
| 103. | Észtország                            | 2008. május 15.                           | A NATO tagja. Az Európai Unió tagja.                                                        |
| 104. | Lettország                            | 2008. május 15.                           | A NATO tagja. Az Európai Unió tagja.                                                        |
| 105. | Litvánia                              | 2009. március 16.                         | A NATO tagja. Az Európai Unió tagja.                                                        |
| 106. | Fülöp-szigetek                        | 2009. június 22.                          |                                                                                             |
| 107. | Marokkó                               | 2013. április 18.                         | Az OIC tagja. Az Arab Liga tagja.                                                           |
| 108. | Kenya                                 | 2014. szeptember 3.                       | Az Afrikai Unió tagja. A Nemzetközösség tagja.                                              |
| 109. | Ruanda                                | 2015. július 28.                          | Az Afrikai Unió tagja. A Nemzetközösség tagja.                                              |
| 110. | Fidzsi-szigetek                       | 2017. június 19.                          | A Nemzetközösség tagja. A Csendes-óceáni Fórum tagja. A Csendes-óceáni Közösség tagja.      |
| 111. | Grúzia                                | 2018. március 8.                          |                                                                                             |
| 112. | Kazahsztán                            | 2018. március 27.                         | Az OIC tagja.                                                                               |
| 113. | Monaco                                | 2018. december 5.                         |                                                                                             |
| 114. | Mongólia                              | 2019. január 17.                          |                                                                                             |
| 115. | Indonézia                             | 2019. június 26.                          |                                                                                             |
| 116. | Srí Lanka                             | 2019. június 28.                          | A Nemzetközösség tagja.                                                                     |
| 117. | Azerbajdzsán                          | 2019. augusztus 2.                        | Az OIC tagja.                                                                               |
| 118. | Bosznia-Hercegovina                   | 2019. augusztus 6.                        | Az Európai Unió tagjelöltje.                                                                |
| 119. | San Marino                            | 2019. október 3.                          |                                                                                             |
| 120. | Tádzsikisztán                         | 2019. november 8.                         | Az OIC tagja.                                                                               |
| 121. | Kambodzsa                             | 2019. november 11.                        |                                                                                             |
| 122. | Fehéroroszország                      | 2019. december 10.                        |                                                                                             |
| 123. | Moldova                               | 2020. február 10.                         | Az Európai Unió tagjelöltje.                                                                |
| 124. | Montenegró                            | 2020. február 19.                         | A NATO tagja. Az Európai Unió tagjelöltje.                                                  |
| 125. | Andorra                               | 2021. június 21.                          |                                                                                             |
| 126. | Mali                                  | 2021. július 22.                          | Az Afrikai Unió tagja. Az OIC tagja.                                                        |
| 127. | Nepál                                 | 2021. december 8.                         |                                                                                             |
| 128. | Zöld-foki Köztársaság                 | 2022. július 21.                          | Az Afrikai Unió tagja.                                                                      |
| 129. | Angola                                | 2022. augusztus 17.                       | Az Afrikai Unió tagja.                                                                      |
| 130. | Salamon-szigetek                      | 2022. szeptember 19.                      | A Nemzetközösség tagja. A Csendes-óceáni Fórum tagja. A Csendes-óceáni Közösség tagja.      |
| 131. | Libéria                               | 2024. február 29.                         | Az Afrikai Unió tagja.                                                                      |

### Nem ENSZ tagállam országok (3)
|    | Állam      | Diplomáciai kapcsolatok dátuma | Megjegyzések                      |  |
| -- | ---------- | ------------------------------ | --------------------------------- |  |
| 1. | Vatikán    | 1979. április 17.              |                                   |  |
| 2. | Koszovó    | 2018. március 9.               | Az OIC megfigyelő státuszú tagja. |  |
| 3. | Palesztina | 2024. június 11.               | Az OIC tagja.                     |  |

## Barbadossal diplomáciai kapcsolatban nem álló országok (71)

### ENSZ-tagállam országok (60)
Montenegró nem áll diplomáciai kapcsolatban a következő országokkal (még nem ismerték el a függetlenséget):
- Észak-Macedónia,  Liechtenstein,  Örményország
- Líbia,  Tunézia,  Csád,  Szudán,  Etiópia,  Eritrea,  Szomália,  Dzsibuti,  Mauritánia,  Gambia,  Guinea,  Bissau-Guinea,  Sierra Leone,  Elefántcsontpart,  Burkina Faso,  Togo,  Benin,  Kamerun,  Egyenlítői-Guinea,  São Tomé és Príncipe,  Gabon,  Kongói Köztársaság,  Kongói Demokratikus Köztársaság,  Közép-afrikai Köztársaság,  Dél-Szudán,  Uganda,  Burundi,  Malawi,  Mozambik,  Zimbabwe,  Szváziföld,  Madagaszkár,  Comore-szigetek,  Seychelle-szigetek
- Szíria,  Libanon,  Jordánia,  Jemen,  Omán,  Üzbegisztán,  Türkmenisztán,  Kirgizisztán,  Afganisztán,  Pakisztán,  Bhután,  Mianmar,  Laosz,  Brunei,  Kelet-Timor
- Pápua Új-Guinea,  Vanuatu,  Szamoa,  Tonga,  Kiribati,  Nauru,  Tuvalu,  Mikronézia,  Palau

### Nem ENSZ-tagállam országok (10)
- Cook-szigetek,  Niue
- Abházia,  Észak-Ciprus,  Dél-Oszétia,  Nyugat-Szahara,   Szomáliföld,  Kínai Köztársaság,  Dnyeszter Menti Köztársaság,  Máltai lovagrend

## Nemzetközi szervezetek
| Szervezet                     | |
| ----------------------------- | --- |
| ENSZ                          | Barbados 1966. december 9-én csatlakozott az ENSZ-hez. Mindazonáltal nem valamennyi ENSZ tagállam ország lépett diplomáciai kapcsolatba az országgal, jelenleg még 65 ENSZ tagállam nem ismerte el hivatalosan a függetlenséget és nem lépett diplomáciai kapcsolatba az országgal. Tagállamok (131 / 192) Megfigyelők (2 / 3) |
| EU                            | Az Európai Unió nem alakított ki egységes álláspontot a diplomáciai kapcsolatok kérdésében, az egyes tagállamok maguk döntenek a kapcsolatfelvétel mellett. Mára valamennyi tagállama diplomáciai kapcsolatban áll az országgal és a tagjelölt államok mindegyike is Észak-Macedónia kivételével. · Tagállamok (27 / 27) Tagjelöltek (6 / 7) |
| NATO                          | A katonai szervezet hivatalosan nem fogalmazott meg álláspontot Barbados elismerésével kapcsolatban, de valamennyi tagállama hivatalosan is elismerte az országok és diplomáciai kapcsolatot is létesített vele Észak-Macedónia kivételével. · Tagállamok (30 / 31) Tagjelöltek (5 / 5) |
| Nemzetközösség                | Barbados 1966-ben csatlakozott a Nemzetközösséghez, azóta folyamatosan építi diplomáciai kapcsolatait. Mindazonáltal nem valamennyi tagállam ország ismerte el a függetlenséget azonnal, jelenleg még 18 nemzetközösségi tagállam nem ismerte el hivatalosan a függetlenséget és nem lépett diplomáciai kapcsolatba az országgal. Főleg az afrikai és a óceániai téréségben van sok ország, amelyekkel még vette fel az állam a diplomáciai kapcsolatot. A Nemzetközösség következő országaival nem áll fent diplomáciai kapcsolat : Pakisztán, Brunei, Gambia, Sierra Leone, Kamerun, Uganda, Malawi, Mozambik, Szváziföld, Seychelle-szigetek, Pápua Új-Guinea, Vanuatu, Szamoa, Tonga, Tuvalu, Nauru, Kiribati · Tagállamok (52 / 35) |
| Afrikai Unió                  | Az Afrikai Unió nem alakított ki egységes álláspontot a diplomáciai kapcsolatok kérdésében, az egyes tagállamok maguk döntenek a kapcsolatfelvétel mellett. Tagállamok (20 / 53) |
| Arab Liga                     | Az Arab Liga nem alakított ki egységes álláspontot a diplomáciai kapcsolatok kérdésében, az egyes tagállamok maguk döntenek a kapcsolatfelvétel mellett. Tagállamok (10 / 22) Megfigyelők (4 / 7) |
| Iszlám Konferencia Szervezete | Iszlám Konferencia Szervezete nem alakított ki egységes álláspontot a diplomáciai kapcsolatok kérdésében, az egyes tagállamok maguk döntenek a kapcsolatfelvétel mellett. Tagállamok (26 / 57) Megfigyelők (3 / 6) |
| Karib-tengeri Közösség        | Barbados a Karib-tengeri Közösség alapító tagállama. A szervezet valamennyi tagjával diplomáciai kapcsolatban áll. Tagállamok (14 / 15) |

## Fordítás
- Ez a szócikk részben vagy egészben  a   Foreign relations of Barbados című angol Wikipédia-szócikk fordításán alapul.  Az eredeti cikk szerkesztőit annak laptörténete sorolja fel. Ez a jelzés csupán a megfogalmazás eredetét és a szerzői jogokat jelzi, nem szolgál a cikkben szereplő információk forrásmegjelöléseként.